# Sedgwick (Arkansas)
Sedgwick é uma cidade  localizada no estado americano de Arkansas, no Condado de Lawrence.

## Demografia
Segundo o censo americano de 2000, a sua população era de 112 habitantes.
Em 2006, foi estimada uma população de 208, um aumento de 96 (85.7%).

## Geografia
De acordo com o United States Census Bureau, a localidade tem uma área de 0,4 km², sem área coberta por água.

## Localidades na vizinhança
O diagrama seguinte representa as localidades num raio de 24 km ao redor de Sedgwick.